# Einar Hammarsten
Einar Hammarsten, född 4 januari 1889 i Norrköping, död 16 februari 1968 i Solna, var en svensk läkare samt professor i kemi och farmaci vid Karolinska institutet mellan 1928 och 1957. Hans forskningsområde var cellkärnans kemi och framför allt nukleinsyror.

## Biografi
Hammarsten var son till Fredrik Hammarsten och bror till Signe Hammarsten-Jansson. Han avlade medicine kandidatexamen 1912, medicine licentiatexamen 1917 och disputerade för medicine doktorsgrad 1924, med en doktorsavhandling om nukleinsyror.
Hammarsten var verksam vid Karolinska institutet (KI) där han utnämndes 1919 till laborator i kemi och farmaci och 1928 till professor i samma ämnen.
Hammarsten invaldes 1937 som ledamot av Kungliga Vetenskapsakademien. Han var 1929–1930 samt från 1951 ledamot av Karolinska Institutets Nobelkommitté. Han var ledamot av Medicinska forskningsrådet från 1949. Hammarsten promoverades 1945 till filosofie hedersdoktor vid Uppsala universitet.
Einar Hammarsten är begravd på Solna kyrkogård. Han var gift tre gånger, i sitt första gifte 1918–1928 med Greta Hammarsten.

## Forskning
Vid den tid när Hammarsten utbildade sig till läkare genomgick den medicinska kemin en period av utveckling med utformningen av nutritionsläran och upptäckten av de essentiella vitaminerna samt vissa hormoner. Under sin tid som doktorand meriterade sig Hammarsten genom att tillbringa ett år hos S.P.L. Sørensen vid Carlsberg Laboratorium i Köpenhamn och senare hos Fritz Pregl i Graz.
Hammarstens egen forskning gällde cellkärnans kemi, från 1920 med fokus på nukleinsyrorna. Han var den förste som visade att RNA, då betecknad som jäst-nukleinsyrans tetranukleotid, förekommer i djurorgan, nämligen i bukspottkörteln. Innan dess hade enbart guanylsyra påvisats där. Hans doktorsavhandling från 1924 gällde renframställning av DNA, då kallad thymonukleinsyra, dess jonisering och osmotiska tryck.
Hans forskargrupp tog senare hjälp av histologisk teknik för att studera nukleinsyrorna i kromosomer och cytoplasma. Detta möjliggjordes när ultraviolettmikroskopin utvecklades i början av 1930-talet av KI-forskaren Torbjörn Caspersson. En annan samarbetspartner var cellbiologen John Runnström vid Stockholms högskola. När isotoptekniken introducerades under andra halvan av 1940-talet användes den för att studera omsättning och bildning av proteiner och nukleinsyror, i samarbete med flera andra forskare, bland andra Peter Reichard, Ulf Lagerkvist, Stig Åqvist, Bo Norberg, Berndt Malmgren, Bo Thorell, Gösta Ehrensvärd och Göran Hedén.
Hammarsten räknas, tillsammans med Göran Liljestrand och Robin Fåhræus, som en av de läkare vars arbete ledde till att de svenska medicinska fakulteternas verksamhet i högre utsträckning inriktades på forskning och senare att dessa fakulteter fick ett antal internationellt uppmärksammade medicinska forskare. Flera forskningsinsatser som helt eller delvis genomfördes vid Hammarstens institution vid KI, men av andra forskare, uppmärksammades internationellt. Den främsta av dessa var Hugo Theorell som 1932 lyckades kristallisera myoglobin och studera dess egenskaper, och som belönades 1955 med Nobelpriset i fysiologi eller medicin för bland annat dessa insatser.